# Hermann Groll

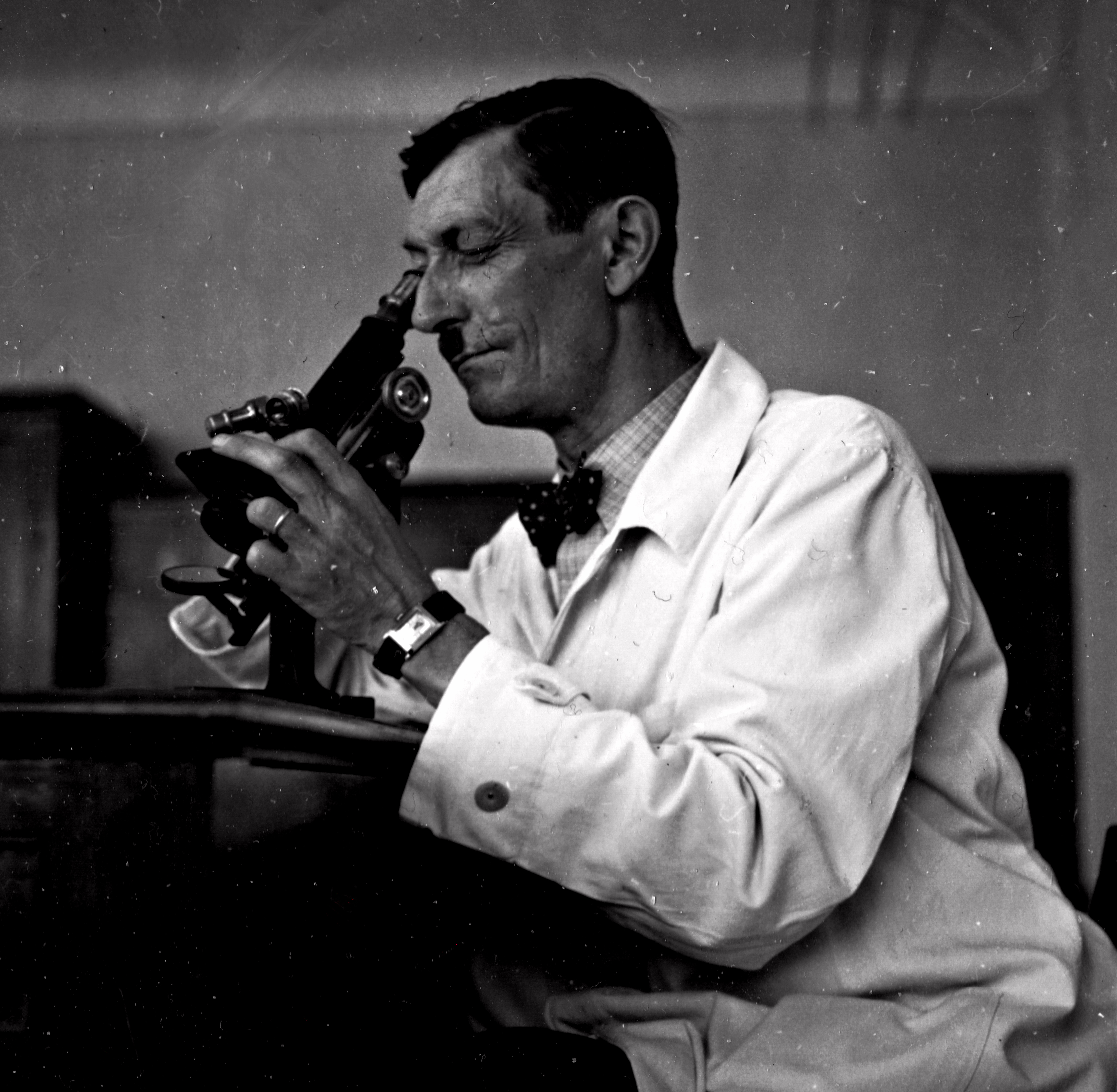
Hermann Groll

Hermann Groll (* 4. Februar 1888 in Amberg, Oberpfalz; † 12. April 1947 in Würzburg) war ein deutscher Pathologe.

## Leben
Groll war Sohn des Gymnasialprofessors Josef Groll (1847–1923). Er studierte an der Ludwig-Maximilians-Universität Medizin und wurde am 15. Juni 1907  im väterlichen Corps Suevia München recipiert. 1912 wurde er in München zum Dr. med. promoviert. Zunächst war er Assistent bei Ferdinand Flury am Pharmakologischen Institut der Julius-Maximilians-Universität Würzburg. Für die Ausbildung in Pathologie ging er 1913 zu Max Borst in München. Mit ihm erlebte er den Ersten Weltkrieg in einem Lazarett. Die Erfahrungen fanden ihren Niederschlag in mehreren Publikationen. In München wurde er Prosektor und Konservator. 1921 habilitierte er sich bei Borst. 1924 erhielt er ein Extraordinariat. Obwohl er kein Anhänger des Nationalsozialismus war, folgte er 1934 dem emeritierten Martin Benno Schmidt auf dem Lehrstuhl der Universität Würzburg. Zu verdanken hatte er die Berufung seinem Lehrer Borst, der selbst in Würzburg gewesen war. Da er das Ordinariat nicht im „neuen Geiste“ geführt hatte, wurde Groll nach Kriegsende von der US-amerikanischen Militärregierung in Bayern nicht abgesetzt. Noch zwei Jahre blieb er bis zu seinem Tode Direktor des Instituts. Allerdings war es durch den Bombenangriff auf Würzburg am 16. März 1945 zerstört worden. Verheiratet war er seit 1922 mit Alice geb. Grimm. Aus der Ehe ging der Sohn Horst Groll hervor.